# Rineloricaria teffeana
Rineloricaria teffeana es una especie de peces de la familia Loricariidae en el orden de los Siluriformes.

## Morfología
Los machos pueden llegar alcanzar los 14 cm de longitud total.

## Distribución geográfica
Se encuentra en la cuenca del río Amazonas.